# 弯花点地梅
弯花点地梅（学名：Androsace cernuiflora）为报春花科点地梅属下的一个种。

## 扩展阅读
維基物種上的相關：弯花点地梅